# 大蓝仙鹟
大蓝仙鹟（学名：Cyornis magnirostris）一种雀形目鸟类，隶属于鹟科仙鹟属。

## 分类
本种最早由英国动物学家愛德華·布萊思1849年根据在印度大吉岭采集到的标本首次描述发表。之后德国鸟类学家埃尔温·施特雷泽曼等将其作为爪哇蓝仙鹟（Cyornis banyumas）的一个亚种。2005年美国鸟类学家帕梅拉·C·拉斯穆森等研究人员根据其独特的形态特征，认为是一个独立的物种。2009年，奥地利动物学家斯文·C·伦纳（Swen C. Renner）等研究人员进一步根据形态和体尺测量比较，发现其与仙鹟属种下的其他物种存在显著差异，认为应作为一个独立的物种。

## 分布
大蓝仙鹟繁殖于喜马拉雅山东部的中国西藏自治区东南部、印度东北部和缅甸北部，越冬于缅甸南部、泰国南部和马来半岛.